# Ognisty przybysz
Ognisty przybysz – amerykańsko-kanadyjski film fantastycznonaukowy z 2007 roku, powstały na podstawie pomysłu Williama Shatnera.

## Fabuła
Film opisuje jedną z wizyt jakie od dawna składają na ziemi kosmici powstali na słońcu. Trafiają oni na Ziemię w wyniku rozbłysku słonecznego. Z przybyszem walczą dwaj strażacy, którzy stracili bliskie osoby w wywoływanych przez niego pożarach. Tajna agencja rządowa stara się wykorzystać obcego do celów militarnych, jednak jej przedstawiciel uważa, że przybysz jest aniołem mającym ukarać ludzkość i stara się mu w tym dopomóc.

## Obsada
- Nicholas Brendon – Jake Relm
- Michelle Morgan – Donna
- Randolph Mantooth – Dutch Fallon
- Sandrine Holt – Chris Andrews
- Lisa Langlois – Heather Allman
- Joseph Motiki – Lieutenant
- Diego Klattenhoff - młody Dutch